# Мічурінський сільський округ (Абайський район)
Мічу́рінський сільський округ (каз. Мичурин ауылдық округі, рос. Мичуринский сельский округ) — адміністративна одиниця у складі Абайського району Карагандинської області Казахстану. Адміністративний центр — село Агрогородок.
Населення — 1188 осіб (2021; 1334 у 2009, 1451 у 1999, 2227 у 1989).
Станом на 1989 рік існувала Мічурінська сільська рада (села Агрогородок, Садове, Ягодне).

## Склад
До складу округу входять такі населені пункти:
| Населений пункт   | Населення, осіб (1989) | Населення, осіб (1999) | Населення, осіб (2009) | Населення, осіб (2021) |
| ----------------- | ---------------------- | ---------------------- | ---------------------- | ---------------------- |
| Агрогородок, село | 1738                   | 927                    | 936                    | 856                    |
| Садове, село      | 227                    | 229                    | 200                    | 175                    |
| Ягодне, село      | 262                    | 295                    | 198                    | 157                    |